# Friesodielsia velutina
Friesodielsia velutina är en kirimojaväxtart som först beskrevs av Thomas Archibald Sprague och John Hutchinson, och fick sitt nu gällande namn av Cornelis Gijsbert Gerrit Jan van Steenis. Friesodielsia velutina ingår i släktet Friesodielsia och familjen kirimojaväxter. Inga underarter finns listade i Catalogue of Life.